# بخش جلگه شوقان
بخش جلگه شوقان یکی از بخش‌های شهرستان جاجرم در استان خراسان شمالی ایران است.

## تقسیمات کشوری
- بخش جلگه شوقان
  - دهستان شوقان
  - دهستان طبر

شهر: شوقان

## جمعیت
بنابر سرشماری مرکز آمار ایران، جمعیت بخش جلگه شوقان شهرستان جاجرم در سال ۱۳۸۵ برابر با ۱۰۰۳۴ نفر بوده‌است.